# Terry Fox (Schiff)
Die Terry Fox ist ein Eisbrecher der kanadischen Küstenwache. Das Schiff hat die Polarklasse 4.

## Geschichte
Das Schiff wurde von der Burrard Yarrows Corp. in North Vancouver, British Columbia gebaut und 1983 in Dienst gestellt. Es wurde nach dem kanadischen Leichtathleten Terrance Stanley Fox (1958–1981) benannt, bei dem im Alter von 18 Jahren Knochenkrebs diagnostiziert wurde und der dadurch ein Bein verlor. 1980 startete er zum „Marathon of Hope“ quer durch Kanada, um Geld für die Krebsforschung zu sammeln.
Im April 2017 versuchte die Terry Fox für das Passagierschiff Bella Desgagnés eine Route durch das Eis zu brechen. Das Schiff sollte Menschen und Material transportieren, geriet aber wegen der Eislage in Schwierigkeiten. Der leichte Eisbrecher Earl Grey und der mittlere Eisbrecher Henry Larsen konnten keine Route freibrechen. Auch die Terry Fox schaffte dies nicht und die Aktion musste abgebrochen werden.

## Schiffsdaten
Die Terry Fox ist neben der Louis S. St-Laurent einer der beiden aktiven schweren Eisbrecher der kanadischen Küstenwache. Das Schiff ist in Ottawa registriert und hat seine Basis in St. John’s, Neufundland und Labrador. Es ist der Atlantikflotte der kanadischen Küstenwache zugeordnet. Das Schiff kann 55 Tage auf See bleiben und dabei 20000 Seemeilen zurücklegen.
Angetrieben wird das Schiff von vier Stork-Werkspoor-Dieselmotoren des Typs 8TM410 mit zusammen 17.300 kW Leistung. Die Motoren wirken über Getriebe auf zwei Verstellpropeller. Für die Stromversorgung stehen zwei Wellengeneratoren sowie zwei von Caterpillar-Dieselmotoren angetriebene Generatoren zur Verfügung. Weiterhin wurde ein von einem Caterpillar-Dieselmotor angetriebener Notgenerator verbaut.
Das Schiff verfügt über einen 490 m³ großen Laderaum. Dieser ist über eine 3 × 2 m große Luke zugänglich. An Deck können sieben Container mitgeführt werden.
Das Schiff ist mit einem Bordkran und einer leistungsstarken Winsch ausgestattet. Der Pfahlzug beträgt 220 t. Das Kommunikationsequipment umfasst Funk sowie eine Inmarsat-Anlage. Radaranlagen (X-Band und S-Band) sowie ein Sonar sind ebenfalls vorhanden.